# ABC-аналіз
ABC-ана́ліз — метод, який дозволяє класифікувати бізнес-ресурси фірми залежно від їхньої значущості. В основі класифікації лежить принцип Парето.
Відносно ABC-аналізу правило Парето виглядає таким чином: надійний контроль 20% позицій дозволяє на 80% контролювати систему. У бізнесі принцип АВС-аналізу та принцип Парето використовуються найчастіше у логістиці для управління товарними запасами: стосовно запасів сировини, комплектуючих, постачальників, клієнтів тощо.
Наприклад, здійснивши ранжування запасів підприємства за значимістю, ми можемо визначити категорію «А» (скажімо, 10% запасів, вартість яких становить 70% усіх видатків), категорію «В» (20% запасів, які становлять 20% загальних видатків) і категорію «С» (решту запасів, до яких входять до 70% номенклатури, які займають, десь близько 10% усіх витрат). Таким чином, керівництво логістичного напрямку повинно сконцентрувати увагу на управлінні запасами категорії «А». Відносно запасів групи «В» контроль може бути періодичним, щодо категорії «С» — ще рідшим.
Інтегрований ABC/FMR/XYZ/VED-аналіз
ABC-аналіз, який здійснюється одразу з іншими аналізами та формує матрицю інтегрованого ABC/FMR/XYZ/VED-аналізу.  Формування такої матриці вручну є досить важким процесом, тому існують системи для його автоматизації (Hortor і т.д.)

## Спосіб визначення границь груп
ABC-аналіз здійснюється на основі певного вимірюваного показника, який характеризує досліджуваний ресурс. На першому кроці значення показника по кожному ресурсу слід відсортувати в порядку спадання та пронумерувати ресурси. Так як пізніше доведеться будувати графік накопичених часток показника на інтервалі номерів ресурсів, рекомендується нормалізувати номери ресурсів, поділивши кожен номер на загальну кількість ресурсів. Після цього для кожного товару розраховується його частка в сумі значень показника по кожному ресурсу і для кожного ресурсу визначається накопичена частка показника. 
Нехай нормалізований номер ресурсу позначається {\displaystyle x}, а накопичена частка кожного товару — {\displaystyle y}. Залежність {\displaystyle y} від {\displaystyle x} відбивається графічно. Проаналізувавши графік, аналітику необхідно самостійно визначити вид кривої {\displaystyle {\mathit {f}}(x)}, який найбільш точно відбиває залежність {\displaystyle y} від {\displaystyle x}, та оцінити її параметри. Іншими словами — побудувати регресійну модель.
Границею групи ресурсів А буде точка з абсцисою {\displaystyle x_{0}}, через яку проходить дотична до графіку {\displaystyle {f}(x)}, при чому дотична має бути паралельна прямій, яка сполучає кінці кривої {\displaystyle {\mathit {f}}(x)}.
Точку {\displaystyle x_{0}} можна відшукати як графічним, так і аналітичним методом. Очевидно, що графічний метод недоцільно застосовувати при великому обсягу вихідних даних.
Номер останнього за порядком ресурсу, який входить в групу А, визначається множенням {\displaystyle x_{0}} на загальну кількість ресурсів (рознормалізація) й округленням до меншого цілого числа.
Пошук границі групи В здійснюється так само, але без урахування ресурсів з групи А.
Решта ресурсів, що не увійшла в групу В, становить групу С.